# Chiemgau

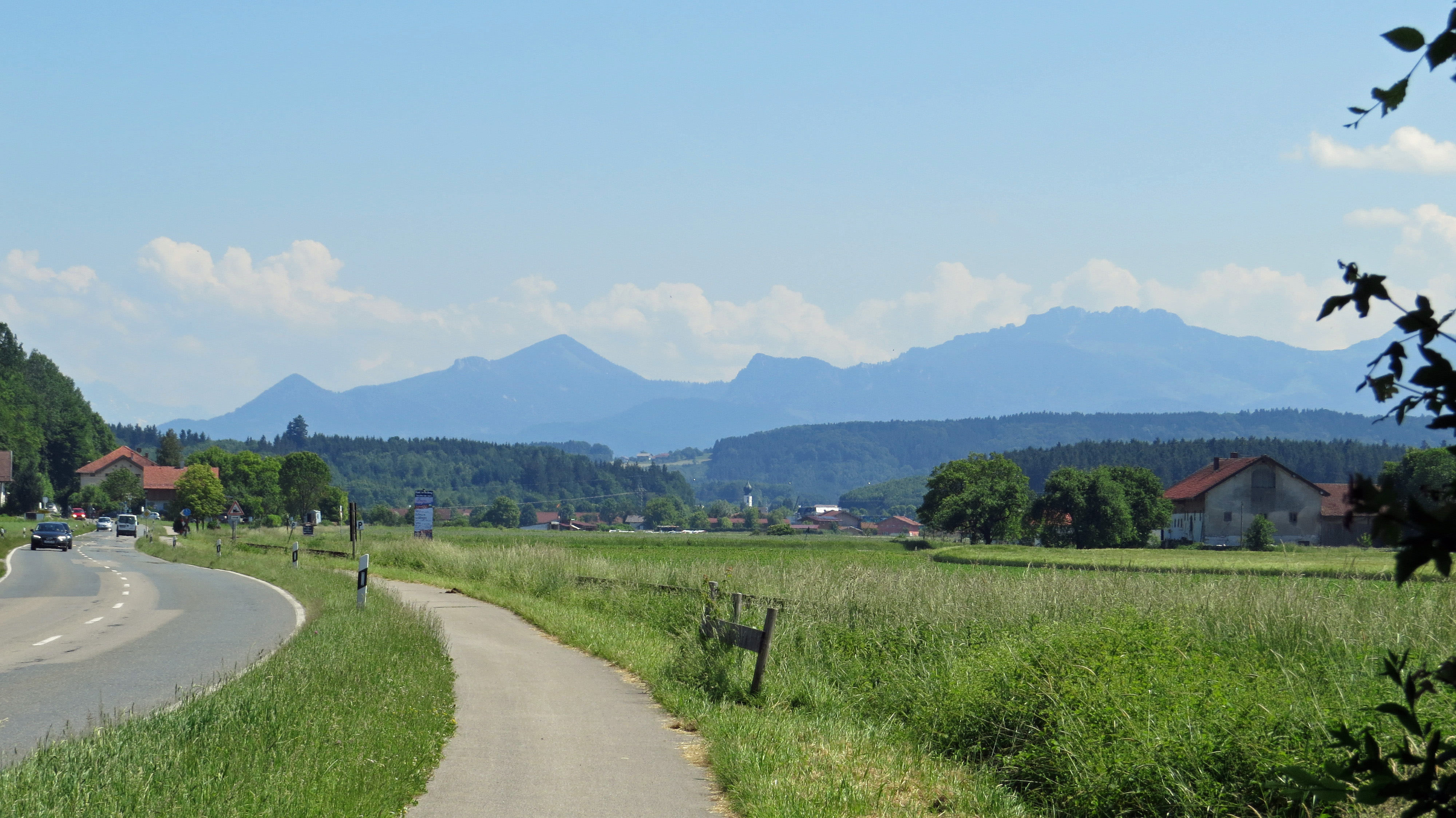
Vue sur le Chiemgau à Bad Endorf.

Le Chiemgau est une région historique et un paysage culturel dans le sud-est de la Haute-Bavière, en Allemagne. Elle s’étend au pied nord des Alpes du Chiemgau, autour du plus grand lac de la Bavière, le Chiemsee, surnommé la « mer bavaroise ». L'origine du nom remonte à une circonscription territoriale (Gau) du duché de Bavière au Moyen Âge.

## Géographie

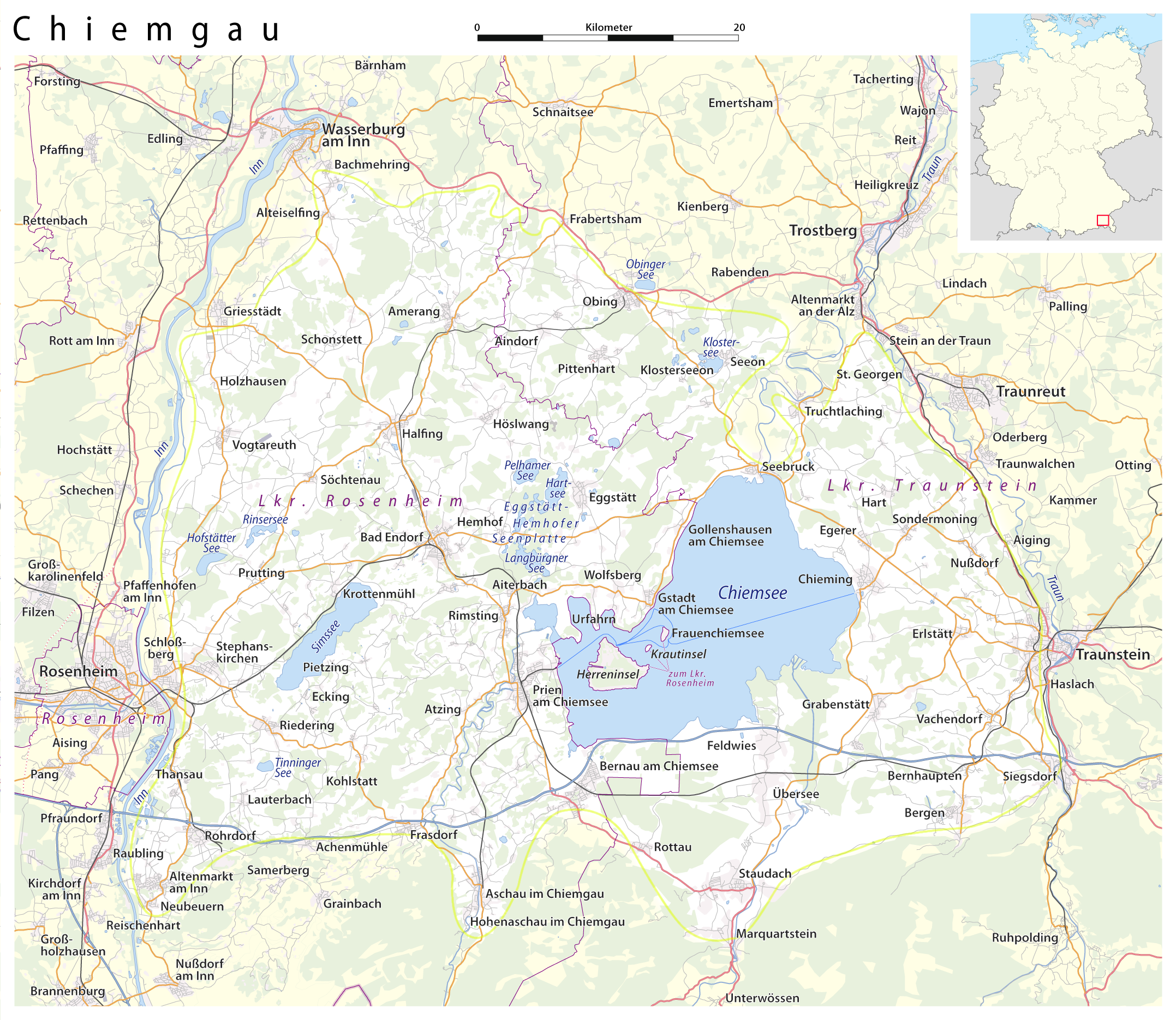
Carte du Chiemgau.

La région correspond globalement à la plupart de l'arrondissement de Traunstein le long de la rivière Traun et les zones avoisinantes de l'arrondissement de Rosenheim à l'ouest. Elle est délimitée par le Pays-de-Berchtesgaden à l'est, où Schneizlreuth est la commune frontalière, et par la vallée de l'Inn à l'ouest. Au nord, elle s'étend jusqu'à Engelsberg et aux limites de l'arrondissement de Mühldorf am Inn. Les Alpes de Chiemgau au sud permettent en hiver de faire du ski et en été des randonnées, de l’escalade et du parapente.
À côté de la ville de Traunstein, le paysage culturel englobe notamment les lieux de Bernau, de Chieming, de Prien et de Seeon-Seebruck au bord du Chiemsee, ainsi que les communes d'Aschau, de Bad Endorf, d'Inzell, de Reit im Winkl, de Samerberg, de Traunreut et de Trostberg. Dans beaucoup de villages il y a des associations folkloriques qui s’occupent des costumes et des danses traditionnels de cette région pittoresque. 